# 革叶车前
革叶车前（学名：Plantago gentianoides sp. griffithii）为车前科车前属下的一个亚种。

## 扩展阅读
- 維基物種上的相關：革叶车前